# 非裔美国人
非裔美国人（英語：African Americans / Afro-Americans），又稱美国黑人（英語：Black Americans），是指具有黑人血统的美国国民。

## 社会观念
大多美国非裔祖先都是在17世紀和18世纪西非被绑架后引入美国而压迫为奴隶。在19世纪中期，他们由美国南北战争而获得自由，獲美国憲法保障平等的權利，但此後因美國最高法院普莱西诉弗格森案，有關隔離但平等的判決，以及美國各州陸續出現不少種族隔離的法律，導致非裔美国人的公民權利不受保障。非裔美国人在20世纪中期，他们由美国民权运动而最終获得全面的公民權。2008年，贏得總統選舉，成為美國歷史上首位非裔總統。
非裔美国人一般也指後來移民到美國的非洲人。大部分其他族裔的美国人是自愿来到美国的，而他们的祖先往往是被迫的，所以他们倒宁可和自己的非洲同胞一样，被称为黑人（black），反而不愿意被称为非裔美国人。另外，這也與1960年起的一股黑人自我認同運動有關，這股運動與當時狂飆的民權運動相結合，強調「黑就是美」（Black is beautiful），不再將"Black"看做是一種較為低等的形容詞。一般而言，稱為非裔美国人實際上帶有政治正確的意味，因為這樣比較可以包含平等的意義，避免直接以膚色及種族稱呼黑人，與白人相對。

## 政治倾向
非裔美国人在早期絕大部分一直支持共和黨，因為共和黨籍的總統亞伯拉罕·林肯支持解放黑奴及種族平等。但自從1930年代民主黨政府實行羅斯福新政以及提倡和支持民權運動後，他們轉而支持民主黨。現時美國有80-90%以上的非裔美国人支持民主黨，但也有約7-10%的非裔美国人支持共和黨。共和黨籍的總統在過去五十年只獲不到15%的非裔美国人選票。

## 社会问题
非裔美国人社区中最严重和长期存在的问题之一就是贫困。贫困与婚姻压力和离婚率高，身心健康问题，教育程度低，犯罪率高有关。2004年，近25％的非洲裔美国人家庭生活在贫困线以下。2007年，非洲裔美国人的平均收入约为34,000美元，而白人则为55,000美元。有百分之四十的囚犯是非裔美国人。非裔美国人的失业率高于平均水準。 非洲裔美国男性更可能被警方击毙，事實上，美國黑人是美國多個種族之中，被白人警員槍殺最多的種族，这是导致黑人生命平权运动的因素之一。

## 指称
以前人种学家称呼亞洲人、白人、黑人三个人种为“蒙古人种”、“高加索人种”和“尼格罗人种”。尼格罗（negro）是拉丁语，詞義为“黑色的”，在美国种族主義猖獗時逐渐演变成对黑人的誣衊语言“尼哥”（nigger），即“黑鬼”。非裔美国人民权运动崛起後，这个单词被摒棄，黑人采用“黑色的”（black）自称。不過1960年代後，因为以肤色称呼人种被认为是不够政治正确，这个单词也被摒棄，而改为“非洲的”（African），因为黑人的祖先都来自非洲。

## 參见

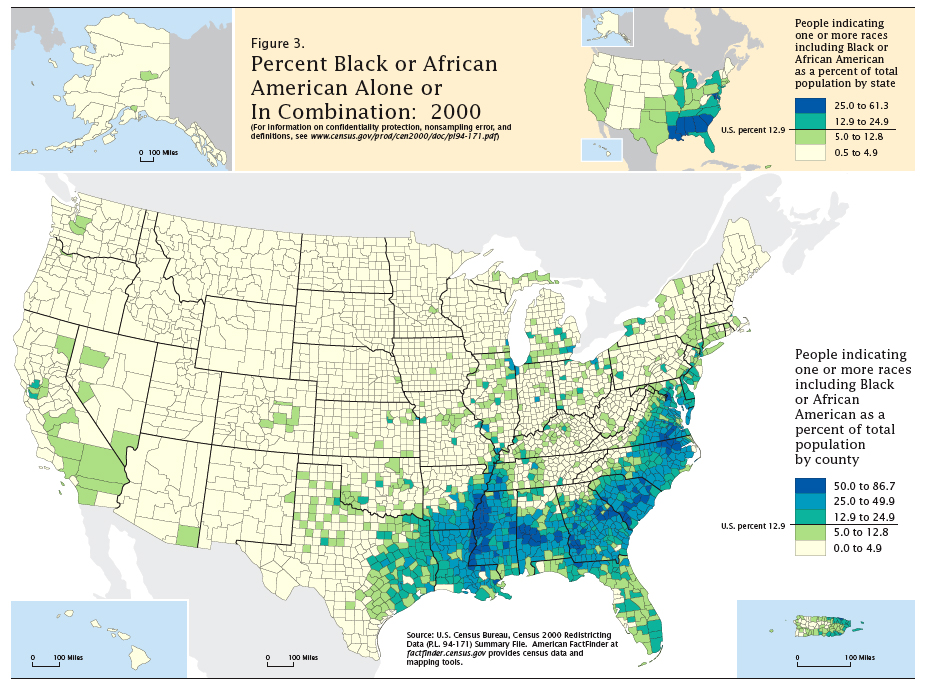
非洲裔美國人人口分布及比例（2000年）

- 非裔
- 非裔美国人社会主义
- 非裔美国人左翼主义
- 南非裔美国人
- 黑人的命也是命
- 美国黑人社会主义者